# Бехтеевское сельское поселение (Смоленская область)
Бехтеевское сельское поселение — упразднённое муниципальное образование в составе Сычёвского района Смоленской области России.
Административный центр — деревня Бехтеево.
Образовано Законом Смоленской области от 20 декабря 2004 года. Упразднено Законом Смоленской области от 28 мая 2015 года с включением всех входивших в его состав населённых пунктов в Караваевское сельское поселение.

## Географические данные
- Общая площадь: 219,96 км²
- Расположение: западная часть Сычёвского района
- Граничит:
  - на северо-востоке — с Караваевским сельским поселением
  - на востоке — с Лукинским сельским поселением
  - на юго-востоке — с Дугинским сельским поселением
  - на юге и западе — с Новодугинским районом
  - на северо-западе — с Тверской областью
  - на севере — с Середским сельским поселением
- Крупные реки: Днепр, Лосьмина.

## Экономика
Сельхозпредприятия, магазины. Стеклоперерабатывающий завод.

## Население
| 2011 | 2012 | 2013 | 2014 | 2015 |
| ---- | ---- | ---- | ---- | ---- |
| 342  | ↘335 | ↘325 | ↘310 | ↘302 |

## Населённые пункты
На территории поселения находилось 15 населённых пунктов.
- Бехтеево, деревня
- Береговка деревня
- Большая Моховатка, деревня
- Бочарово, деревня
- Дудкино деревня
- Ключики, деревня
- Конюшки, деревня
- Липки, деревня
- Ломы, деревня
- Ломы, деревня
- Медведки, деревня
- Малая Моховатка, деревня
- Пустошка, деревня
- Шаниха деревня
- Ширяево, деревня